# Wenquanzhen (ort i Kina, Hubei Sheng, lat 29,82, long 114,33)
Wenquanzhen är en ort i Kina. Den ligger i provinsen Hubei, i den centrala delen av landet, omkring 85 kilometer söder om provinshuvudstaden Wuhan. Antalet invånare är 121 669. Befolkningen består av 59 806 kvinnor och 61 863 män. Barn under 15 år utgör 15,0 %, vuxna 15-64 år 76 %, och äldre över 65 år 8,0 %.
Runt Wenquanzhen är det ganska tätbefolkat, med 207 invånare per kvadratkilometer. Närmaste större samhälle är Xianning, 13,5 km nordväst om Wenquanzhen. I omgivningarna runt Wenquanzhen växer i huvudsak blandskog.
Genomsnittlig årsnederbörd är 1 972 millimeter. Den regnigaste månaden är maj, med i genomsnitt 280 mm nederbörd, och den torraste är januari, med 51 mm nederbörd.